# Henicopernis infuscatus
Henicopernis infuscatus е вид птица от семейство Ястребови (Accipitridae). Видът е световно застрашен, със статут Уязвим.

## Разпространение
Видът е разпространен в Папуа Нова Гвинея.